# 安全室
安全室(safe room)是在私人住宅或商店中，为其中居民面对入室犯罪和其他威胁時，所提供一个安全藏身之处。安全室是经加固的房间，内部通常提供通讯器材，以便使用者可以和执法部门联络。

## 建筑技巧
最简单的安全室就是一个门和百叶经强化的用衣柜。更贵一些的安全室，比如为名人和职业经理建造的会有经钢板或者铠弗拉防弹纤维强化的墙和门。百叶和铰链通常经长螺丝强化。此外，若木结构房屋无法给予足够支撑力，安全室可以用混凝土墙在地下室建造。
一些安全室包括獨立的通風系统、對外聯絡線路以及針對房間外部的監視器材，同時也會存放一些乾糧、長期飲用水及緊急醫療用品。
美国国務院常使用很像监狱中的铁栅栏来封闭高犯罪率地区的美国外交官员宅邸。在一些城市中，每层的门窗都会安装铁栅栏，另有一些宅邸的每间房都会安装安全门，为安全部队的抵达争取时间。

## 特点
安全室可以提供通讯器材，如移动电话、固定电话或者无线收发器，以便同执法部门取得联络。同时还可能包括一整套的闭路电视监控系统和警报系统。比较初级的安全室可能只提供门镜用来观察。安全室内通常保存有基本的应急求援必需品，如手电、保温毯、急救箱、饮水、包装食物、自卫武器、枪械、防毒面具及简单的便携式卫厕。

## 舰船安全室
越来越多的轮船也开始提供安全室作为反海盗的手段。遇海盗袭击后，船员可以向在附近海域巡邏的各國海軍求援後进入安全室等待救援。因船体建造的特点，安全室可以建于隐蔽处来防范海盗在救援赶来前找到船员。船员可以通过设备遥控船的引擎与电子系统，防止海盗将船开到他们控制的地区。即使海盗发现了安全室的位置，安全室通常装有护甲防范直接的攻击，可为船员提供安全时间，并为救援部队夺回船提供时间。安全室可以防止海盗劫持船员作为人质，并防止船开到海盗控制地区而货物被卸载，且救援部队夺回船时船员不必冒险。船员退却进安全室可以鼓励海盗和平地离开而不必动用武力解决。

## 特殊事件
2010年1月1日，丹麦漫画家科特·维斯特嘎达因其与2005年创作的备受争议的的穆罕默德漫画而遭到伊斯兰原教旨主义者袭击。维斯特嘎达躲藏于作为安全室的卫生间中，防止其被持有斧子的入侵者捉住。入侵者后因反抗逮捕而被警方击毙。
2010年5月6日，来自萨伯什柯夫元帅号驱逐舰的俄罗斯特种部队营救了遭劫持的莫斯科大学号油船，船员当时藏匿于机舱中。

## 其他含义
安全室有时也指用来防范龙卷风、台风和核爆炸的经加固的地下室房间。

## 另見
- 防空洞